# Yang Zengxin

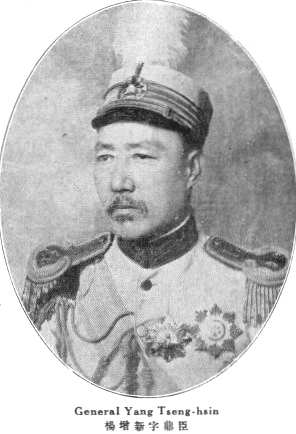
Bild von Yang Zengxin (Mitte der 1920er Jahre)

Yang Zengxin oder Yang Tseng-hsin (auch Yang Zhengxin, chinesisch 楊增新, Pinyin Yáng Zēngxīn, * 1864 in Mengzi in Yunnan; † 1928 in Urumtschi, Xinjiang) war ein Kriegsherr in der Republik China und von 1911 bis 1928 Gouverneur von Xinjiang.
Gouverneur Yang regierte die westchinesische Provinz Xinjiang isolationistisch. Kurz nach seiner Amtsübernahme sandten Gelehrte aus Kaschgar eine Delegation nach Konstantinopel, um osmanische Lehrer nach Xinjiang einzuladen. Die Osmanen sandten daraufhin eine Bildungsdelegation und der Anführer dieser gründete im Jahr 1914 die erste moderne Schule in Kaschgar. Nachdem die Zentralregierung Chinas Deutschland im Zuge des Ersten Weltkriegs den Krieg erklärt hatte, verloren die osmanischen Staatsbürger ihren konsularischen Schutz. Gouverneur Yang ließ sie daraufhin in die Provinzhauptstadt Urumtschi bringen.
Nach der Ausrufung der Chinesischen Republik im Jahr 1911 versiegten die Hilfszahlungen der Zentralregierung an die Provinzregierung in Xinjiang. Das führte zu einer Finanz- und Wirtschaftskrise in der Provinz. Yang Zengxin erhöhte die Steuern, ließ Papier rationieren, reklamierte brachliegendes Land und versuchte, den Handel und die Industrialisierung der Provinz voranzubringen. Letzteres scheiterte jedoch.
Trotz der relativen Abschottung schaffte er die Grundlagen dafür, dass die Provinz dauerhaft an China gebunden blieb. Im Zuge des Russischen Bürgerkriegs gelang es ihm, Kontrolle über die Region Altay zu erlangen.
Nach dem Sieg der Bolschewiki im Russischen Bürgerkrieg kooperierte Yang mit den Briten, um den sowjetischen Einfluss in seiner Provinz gering zu halten.
Yang sah den Warlord Feng Yuxiang, der Mitte der 1920er Jahre unter anderem große Teile von Xinjiangs Nachbarprovinz Gansu kontrollierte, als seinen Todfeind an.
Nachdem die Chinesisch-Schwedische Expedition Xinjiang erreicht hatte, lud Gouverneur Yang den Expeditionsleiter Sven Hedin zu einem Bankett ein. Yang verbot Hedin, dass deutsche Flugzeuge der Lufthansa für die Expedition in Xinjiang genutzt werden konnten. 1926 hatte Reichsaußenminister Gustav Stresemann die Finanzierung daran geknüpft, dass diese in der Öffentlichkeit nicht bekannt durfte. Während der verdeckten Operation sollten deutsche Militärs, als wissenschaftliches Begleitpersonal getarnt, daran teilnehmen. Der große Aufwand erregte aber den Verdacht der Spionage.
Gouverneur Yang ließ eine Bronze-Statue von sich in Urumtschi errichten.
Am 7. Juli 1928 tötete Fan Yaonan, der für die auswärtigen Beziehungen in Yangs Regierung zuständig war, den Gouverneur, um selbst neuer Gouverneur zu werden. Fans Ziel war es, das Gebiet unter Kontrolle der Kuomintang-geführten Regierung zu bringen. Doch Jin Shuren, ein Schüler Yangs, ließ Fan festnehmen und umbringen. Daraufhin wurde Jin selbst neuer Gouverneur.